# Гуидо дела Скала
Вижте пояснителната страница за други личности с името Гуидо.
Гуидо дела Скала (на италиански: Guido della Scala; † 1278, Верона) от фамилията Скалиджери (Дела Скала), е от 1256 до 1278 г. епископ на Верона.

## Живот
Той е извънбрачен син на Мастино I дела Скала († 17 октомври 1277), господар на град Верона. Брат е на Бартоломео († 1290), епископ на Верона (1278 – 1290), и на Пиетро, епископ на Верона (1290 – ). Полубрат е на Николо (1268 – 1296), господар на Корлиано, подест на Мантуа 1292.